# Les Chapelles (Savoie)
Les Chapelles is een gemeente in het Franse departement Savoie (regio Auvergne-Rhône-Alpes) en telt 368 inwoners (1999). De oppervlakte bedraagt 17,31 km², de bevolkingsdichtheid is 21 inwoners per km².

## Demografie
Onderstaande figuur toont het verloop van het inwonertal (bron: INSEE-tellingen).

1. ↑  Populations de référence 2022.